# 제주서체
제주서체는 제주특별자치도에서 배포하고 있는 글꼴이다.
유니코드의 사용자 정의 영역(PUA) 중 U+E001~U+E0A0에 제주어 표기를 위해 필요한 ㆍ(아래아)나 ᆢ(쌍아래아)가 들어간 한글 완성자 160자를 포함하고 있다는 특징이 있다. 이 PUA 체계는 한양 PUA와는 별개의 체계이다.